# 休斯維爾 (新澤西州)
休斯維爾（英語：Hughesville）是位於美國新澤西州亨特登縣及沃倫縣的非建制地區。

## 地理
休斯維爾所處的海拔為高於海平面58米（即190英呎），而該地所採用的時區為UTC-5，即北美东部时区（EST）。同時該地設有夏令時間，為UTC-5調快一小時，即UTC-4（EDT）。